# Ictalurus furcatus
Il pesce gatto azzurro (Ictalurus furcatus Valenciennes, 1840), chiamato anche pesce gatto blu, è un pesce d'acqua dolce appartenente alla famiglia Ictaluridi dell'ordine Siluriformes.

## Distribuzione e habitat
Il pesce gatto azzurro ha il suo areale originario nei bacini del Mississippi compreso il Missouri, nell'Ohio, nel Tennessee e nell'Arkansas. Questa specie è stata introdotta in numerosi laghi artificiali e fiumi, ad esempio i laghi di Santee Cooper. il Lago Marion e il Lago Moultrie in Carolina del Sud, il James in Virginia e il Lago Powerton in Pekin (Illinois).

## Descrizione
È una delle più grandi specie di pesce gatto nordamericane e arriva a una lunghezza di 165 cm e un peso di 68 kg.

## Alimentazione
Ha dieta carnivora: si nutre di insetti, invertebrati, molluschi bivalvi e pesci. Gli esemplari più grandi si nutrono anche di piccoli roditori (Peromyscus).

## Pesca
Viene pescato per le sue carni, di grande interesse commerciale in America. È preda ambita di pesca sportiva.

## Acquariofilia
Date le sue grandi dimensioni, è ospite solamente di alcuni acquari pubblici.